# Португалія на літніх Олімпійських іграх 1996
Португалія брала участь у Літніх Олімпійських іграх 1996 року в Атланті (США) удев'ятнадцяте за свою історію, і завоювала одну золоту і одну бронзову медалі.

## Золото
- Легка атлетика, 10000 метрів, жінки — Фернанда Рібейру.

## Бронза
- Вітрильний спорт, клас «470», чоловіки — Угу Роша і Нуну Баррету.